# 国際連合安全保障理事会決議357
国際連合安全保障理事会決議357（こくさいれんごうあんぜんほしょうりじかいけつぎ357 英語: United Nations Security Council Resolution 357）は、1974年8月14日に国際連合安全保障理事会において全会一致で採択された決議。議題におけるこれまでの決議を再確認した上で、国際連合安全保障理事会はキプロス紛争に参加している軍関係者に対して銃の発砲行為や軍事行動を停止するように要求した。さらに停戦交渉の再開、状況の把握、および停戦に失敗した場合において、より効果的な対策を検討するために必要に応じて即座に会合を開くことを決定した。